# FF Jaro
FF Jaro is een Finse voetbalclub uit Pietarsaari (Jakobstad). Het werd opgericht op 18 december 1965 door voetbalfans van de plaatselijke metaalindustriebedrijven Jakobstads rostfria. De naam van de voetbalclub is derhalve een acroniem. De thuiswedstrijden worden gespeeld in de Project Liv Arena. FF Jaro heeft een lange geschiedenis in de Veikkausliiga. 

## Geschiedenis
Nadat de omnisportvereniging IF Drott had besloten om met de voetbalafdeling te stoppen, werd FF Jaro opgericht. Hoewel de club tientallen seizoenen in de Veikkausliiga actief was, werden de beste resultaten in de beker gehaald. Twee keer in de historie behaalde FF Jaro de finale van de Finse voetbalbeker. In 1993 was MyPa-47 met 2-0 te sterk, terwijl in 1999 FC Jokerit de finale won (2-1).
In 2015 degradeerde Jaro na veertien achtereenvolgende seizoenen in de Veikkausliiga naar de Ykkönen. In de loop der jaren ontstond het Project Liv Stadion, een nieuw multifunctioneel stadion in de stad. FF Jaro werkte daarmee samen met de andere lokale voetbalclubs. De bouw van het nieuwe stadion begon in de zomer van 2022, waarna het in juli 2025 werd geopend.

## Eindklasseringen
| Seizoen | №  | Clubs | Divisie       | Duels | Winst | Gelijk | Verlies | Doelsaldo | Punten | Tsch  |
| ------- | -- | ----- | ------------- | ----- | ----- | ------ | ------- | --------- | ------ | ----- |
| 2005    | 11 | 14    | Veikkausliiga | 26    | 6     | 8      | 12      | 21–31     | 26     | 2.576 |
| 2006    | 12 | 13    | Veikkausliiga | 24    | 4     | 7      | 13      | 27–42     | 19     | 2.554 |
| 2007    | 11 | 14    | Veikkausliiga | 26    | 7     | 7      | 12      | 30–41     | 28     | 2.338 |
| 2008    | 9  | 14    | Veikkausliiga | 26    | 10    | 5      | 11      | 36–47     | 35     | 2.131 |
| 2009    | 10 | 14    | Veikkausliiga | 26    | 8     | 8      | 10      | 33–34     | 32     | 1.650 |
| 2010    | 5  | 14    | Veikkausliiga | 26    | 11    | 5      | 10      | 42–34     | 38     | 1.904 |
| 2011    | 11 | 12    | Veikkausliiga | 33    | 7     | 10     | 16      | 49–64     | 31     | 1.473 |
| 2012    | 11 | 12    | Veikkausliiga | 33    | 8     | 9      | 16      | 28–51     | 33     | 1.492 |
| 2013    | 10 | 12    | Veikkausliiga | 33    | 9     | 10     | 14      | 41–50     | 37     | 1.743 |
| 2014    | 6  | 12    | Veikkausliiga | 33    | 12    | 8      | 13      | 47–47     | 44     | 1.565 |
| 2015    | 12 | 12    | Veikkausliiga | 33    | 6     | 11     | 16      | 27–43     | 29     | 1.458 |
| 2016    | 3  | 10    | Ykkönen       | 27    | 12    | 8      | 7       | 47–33     | 44     | 1.314 |
| 2017    | 5  | 10    | Ykkönen       | 27    | 9     | 8      | 10      | 36–36     | 35     | 968   |
| 2018    | 6  | 10    | Ykkönen       | 27    | 11    | 5      | 11      | 34–30     | 38     | 1.039 |
| 2019    | 3  | 10    | Ykkönen       | 27    | 12    | 7      | 8       | 53–40     | 43     | 1.038 |
| 2020    | 3  | 12    | Ykkönen       | 22    | 12    | 5      | 5       | 50–31     | 40     | 1.203 |
| 2021    | 4  | 12    | Ykkönen       | 27    | 12    | 7      | 8       | 39–34     | 43     | 1.036 |
| 2022    |    | 12    | Ykkönen       |       |       |        |         | –         |        |       |

## FF Jaro in Europa
Groep = groepsfase, T/U = Thuis/Uit, W = Wedstrijd, PUC = punten UEFA coëfficiënten .
Uitslagen vanuit gezichtspunt FF Jaro
| Seizoen | Competitie    | Ronde    | Land                          | Club               | Totaalscore | 1e W    | 2e W | PUC |
| ------- | ------------- | -------- | ----------------------------- | ------------------ | ----------- | ------- | ---- | --- |
| 1996    | Intertoto Cup | Groep 12 | Vlag van Frankrijk            | EA Guingamp        | 0-0         | 0-0 (T) |      | 0.0 |
|         |               | Groep 12 | Vlag van Roemenië             | Dinamo Boekarest   | 2-0         | 2-0 (U) |      | 0.0 |
|         |               | Groep 12 | Vlag van Georgië              | Kolcheti 1913 Poti | 2-0         | 2-0 (T) |      | 0.0 |
|         |               | Groep 12 | Vlag van Servië en Montenegro | FK Zemun           | 2-3         | 2-3 (U) |      | 0.0 |

## Bekende spelers en trainers uit het verleden
- Dickson Agyeman
- Jonas Emet
- Aleksej Jerjomenko sr.
- Aleksej Jerjomenko jr.
- Roman Jerjomenko
- Hans Gillhaus
- Tommi Kainulainen
- Artur Kotenko
- Sebastian Mannström
- Antti Muurinen
- Kim Suominen
- Vesa Tauriainen
- Jani Viander